# Molophilus (Molophilus) varuna
Molophilus (Molophilus) varuna is een tweevleugelige uit de familie steltmuggen (Limoniidae). De soort komt voor in het Oriëntaals gebied.